# Sielinko
Sielinko – osada w Polsce, położona w województwie wielkopolskim, w powiecie nowotomyskim, w gminie Opalenica.
W latach 1975–1998 miejscowość administracyjnie należała do województwa poznańskiego.
W okresie Wielkiego Księstwa Poznańskiego (1815-1848) wieś wzmiankowana była jako Silinko i należała do wsi większych w ówczesnym powiecie bukowskim, który dzielił się na cztery okręgi (bukowski, grodziski, lutomyślski oraz lwowkowski). Silinko należało do okręgu grodziskiego i stanowiło część majątku Grodzisk (Grätz), którego właścicielem był wówczas Szolc i Łubieński. Według spisu urzędowego z 1837 roku wieś liczyła 170 mieszkańców i 16 domów (domostw).